# بيدير نيلسن
بيدير نيلسن هو مهندس وسياسي نرويجي، ولد في 22 فبراير 1846، وتوفي في 25 يوليو 1921. نشط حزبياً في حزب المحافظين. وقد انتخب  (18 أغسطس 1897 – 16 سبتمبر 1897) وانتخب Minister of Labour and Social Inclusion ‏ (2 مايو 1893 – 18 أغسطس 1897) وانتخب عضو برلمان النرويج ‏ عن دائرة  خلال فترته النيابية ‏ (1889 – 1891).